# Heppenheimer Kreuz

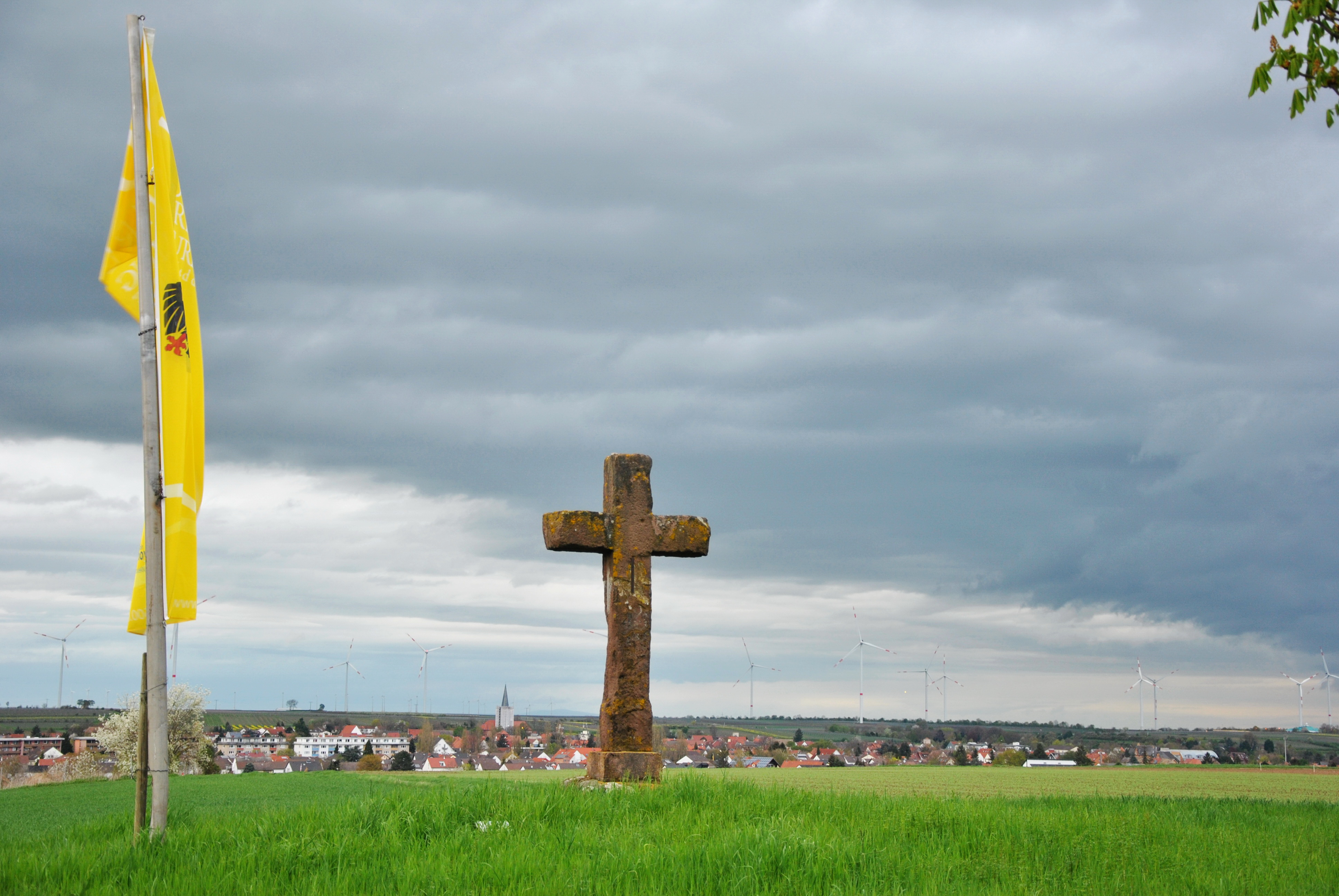
Croix de Heppenheim avec vue sur Worms-Pfeddersheim

La croix de Heppenheimer (également sainte croix) est une croix de grès rouge de la fin du Moyen Âge située en Allemagne au sud du district de Worms-Pfeddersheim. La croix de chemin , désignée en 1557, est un monument culturel protégé. 

## Description
La croix en grès rouge d'environ 3 m de hauteur repose sur une base carrée à deux niveaux dont le niveau inférieur est maintenant complètement enfoncé dans le sol. La croix réelle mesure environ 2,60 m, les bras mesurent chacun environ 0,50 m; la hampe est approximativement carrée. La partie supérieure de la croix, désignée par 1557 sur le côté nord de la traverse est une addition plus jeune reliée à l'arbre plus ancien par deux pinces en fer. 
La croix se situe approximativement au carrefour de l'ancienne route de Pfeddersheim à Heppemheim  et l'ancienne route de Worms passant par Obersülzen et Kleinbockenheim en direction de Kaiserslautern, l'actuelle B 47. Bien qu’il ait été prouvé que la croix avait été déplacée au moins une fois, elle se trouve dans le même district depuis sa première mention en 1443. 

## Histoire
Bien que la tradition locale associe la croix de Heppenheim à la bataille de Pfeddersheim en juin 1525 et que des tombes de fermiers en ameute sont suspectées, la croix est manifestement plus ancienne, la première mention date du 4 avril 1443, lorsque Peter Sengel met un champ en gage : « einen halbin morgin wingarts am Heppenheimer wege nahir dem heiligen creucz ». Une autre mention date de 1521. 
L’indication 1557 du côté de la traverse côté Pfeddersheim peut porter sur la discussion religieuse de Pfeddersheim du 25 août 1557 entre 40 baptistes de la région et des théologiens luthériens autour de Johannes Brenz , Jakob Andreae et Johannes Marbach par laquelle le prince électeur Ottheinrich von der Pfalz voulait empêcher la propagation du mouvement baptiste au Palatinat.  Il est resté, ainsi que la discussion religieuse de Frankenthal de 1571, sans accord. 
La zone entourant la croix a été archéologiquement examinée en 1938 lors de travaux de remembrement. En dessous de la croix, on a trouvé un sol de dalles de grès entouré de fondations murales. Celles-ci appartenaient peut-être à une chapelle au sud de Pfeddersheim mentionnée en 1525; Schnabel soupçonne que la croix a été placée dans l'ancienne église après la destruction de la chapelle. 

## Littérature
- Berthold Schnabel, Das „Heilige Kreuz“ bei Worms-Pfeddersheim, dans Die Steinkreuze in Rheinhessen., Geschichtsblätter, Heft 15, Alzey 1980, pages 152–155.  (ISSN 0569-1613) (en ligne )